# Niklot af obotritterne
Niklot (også Nikolaus, døde 1160 ved Werle august 1160) var fyrste over obotriterne 1129 og 1131-1160. Han var herre til Schwerin, Quetzin samt Malchow og blev stamfader til de senere fyrster og hertuger af Mecklenburg og den mecklenburgske slægt.

## Liv og gerning
Hedningen Niklot stammede fra obotritisk (abodritisk) adel. Han var fyrste over obotriterne allerede 1129, da den tyske konge Lothar III - mod en stor sum penge - forlenede den 1127 døde obotritiske fyrste Henriks rige til den danske hertug Knud Lavard. Niklot bød modstand men besejredes og havnede i Knuds fangenskab.
Først efter mordet på Knud Lavard i 1131 kunne Niklot genvinde herredømmet over obotriter, kessiner og circipaner. Han herskede over de mecklenburgske områder helt til Peene. Pribislav, en brodersøn til den i 1127 døde fyrste Henrik, styrede over Vagrien og Polabien.
Niklots herredømme blev sikret ved et forbund med den schauenburgske greve Adolf II af Holsten. Dette forbund ophørte dog i og med det så kaldte vendiske korstog 1147, påberåbt af pave Eugenius III med det formål at omvende de ukristne i nord. Efter et fremgangsrigt fremstød i juni 1147 mod Lübeck og Vagrien blev Niklots stridskræfter tvunget til tilbagetog af den stærke sachsisk-danske korsfarerhær, og de retirerede til borgen Dobin ved Schweriner See. Her bed Niklot sig fast, angriberne formåede aldrig at erobre fæstningen, og mod løfte om at annamme den kristne tro drog korsfarerne sig tilbage. Visse af Niklots følgeslagere lod sig døbe, men konverteringen var symbolsk og savnede praktisk betydning. Niklot formåede at bevare sin selvstændighed i yderligere et årti. Forbundet med greve Adolf II af Holsten fornyedes, og i 1151 fik Niklot holstensk hjælp ved nedkæmpelsen af et kessinsk og circipansk oprør i det østlige Mecklenburg.
Trods den sachsiske hertug Henrik Løves pres var og forblev Niklot hedning. 1156 afslog han offentligt antagelsen af den kristne tro på egne og sit folks vegne. Videre forsøgte hertugen at udnytte Niklot som et værktøj for sin egen politik under de feudale magtkampe i Danmark, men Niklot fulgte egne mål med sine flådeangreb på danske områder.
I sommeren 1158 foretog Henrik Løve et første militært fremstød mod slavernes land, da grevskabet Ratzeburg gik i krig mod obotriterne. Det var antagelig under denne korte krig, at Niklot taget til fange (hvis dette ikke skete under krigen 1160) og tilbragte en tid i fangenskab i Lüneburg.
Inden sin rejse til Italien forsøgte Henrik Løve at sikre freden i grænseområderne. Han tilkaldte Niklot og de andre slaviske fyrster og fik dem ved ed til at forpligte sig til at holde fred med sachsere og danskar indtil hans tilbagevendem. Endvidere skulle slavernes skibe i Lübeck overdrages til hertugens mænd. Også grev Adolf rådede Niklot til at ikke begå nogle fjentligheder. Disse tiltag var dog uden resultat, eftersom obotriterne kun overdrog gamle og ubrugelige skibe og efter hertugens afrejse omgående genoptog sine angreb på danske kyster. Biskop Gerold formåede kun med det største besvær at formidle en våbenstilstand og forhindre den danske konges fremstød mod Vagrien.
Da Henrik Løve vendte tilbage til Sachsen, holdt han i begyndelsen af august 1160 i Barförde an der Elbe nordøst for Lüneburg en landdag. På det nærliggende Ertheneburg mødte hertugen den danske konge Valdemar den Store, som beklagede sig over slavernes løftebrud. Hertugen og kongen indgik så et forbund og forberedte et krigstog.
Niklot forsøgte, ligesom under det vendiske korstog i 1147, at komme fjenden i forkøbet ved et overfald på Lübeck. En vagtsom præst slog imidlertid alarm, broen over Wakenitz blev spærret, og dermed forhindredes en overrumpling af staden. Umiddelbart efter trængte Henrik Løve med en stor hær ind i obotriternes land, og samtidig landede ved øen Poel en dansk flåde under ledelse af Valdemar den Store og biskop Absalon. Danskerne hærgede det mecklenburgske kystområde. Mod denne overmagt kunne Niklot intet stille op og han trak sig tilbage. Under tilbagetrækningen satte han borgen Ilow ved Wismar i brand, og derefter Mecklenburg og Dobin. Niklot bed sig fast i fæstningen Werle og fortsatte herfra sin lille krig mod den langsomt fremrykkende sachsiske hær.
Da Niklots sønner Pribislav og Vartislav led nederlag i nærheden af Mecklenburg, foretog Niklot personlig et fremstød. Han forsøgte at lokke hertugens trossknægte i et baghold. Niklot overlistedes imidlertid af sachsiske riddere, som havde forklædt sig som knægte. I kampen døde så gamle fyrst Niklot en sen augustdag i 1160. Sachserne tog hans hoved som krigsbytte. Den resterende modstand i landet blev snart nedkæmpet. Sønnerne Pribislav og Vartislav satte borgen Werle i brand og drog sig tilbage til landets indre dele. Senere samme år indgik de en fred med hertug Henrik Løve og afstod hele det af ham erobrede landområde til ham. Hertugen gav dem dog områderne Kessin og Circipanien med borgen Werle som len.
Fyrst Niklot var den sidste repræsentant af betydning for den obotritiske uafhængighed. Han forsøgte at opretholde obotriternes politiske selvstændighed øst for den lybeckske bugt og holdt fast ved den gamle tro. Sønnen Pribislav fik i 1167 sin faders arv i forlening af Henrik Løve.

## Ægteskab og børn
Niklots hustru er ukendt, men han fik følgende børn:
1. Pribislav I af Mecklenburg (død 1178), fyrste af Mecklenburg
2. Vartislav (hængt i Malchow 1164), obotritisk fyrste
3. Prislav af Lolland (sv) (død 1172/1175), herre af Lolland, gift med Katarina Knudsdatter